# Moca roscida
Moca roscida is een vlinder uit de familie van de Immidae. De wetenschappelijke naam van de soort is voor het eerst geldig gepubliceerd in 1922 door Edward Meyrick.